# أنسغار
أنسغار (بالإنجليزية: Ansgar) (و. 801 – 865 م) هو قسيس، ودبلوماسي، ومبشر، وكاتب، وكاهن كاثوليكي من، ولد في أميان، توفي في بريمن، عن عمر يناهز 64 عاماً.

## مناصب
تولى منصب رئيس الاساقفة، Archbishopric of Bremen ‏ (منذ 830)، وأسقف، وأسقف كاثوليكي.

## روابط خارجية
- أنسغار على موقع الموسوعة البريطانية (الإنجليزية)